# 公理化集合论
在數學中，公理化集合论是集合論透過建立一階邏輯的嚴謹重整，以解決樸素集合論中出現的悖論。集合論的基礎主要由德國數學家格奧爾格·康托爾在19世紀末建立。

## 集合論的公理
集合論中其中一套由Skolem最後整理的公理系統，称為Zermelo-Fraenkel集合論（ZF）。實際上，這個名稱通常不包括歷史上遠比今天具爭議性的選擇公理，當包括了選擇公理，這套系統被稱為ZFC。
1. 外延公理：（Axiom of extensionality）兩個集合相同，若且唯若它們擁有相同的元素。
2. 分類公理：（Axiom schema of specification / axiom schema of separation / axiom schema of restricted comprehension）或稱子集公理，給出任何集合及命題 {\displaystyle P(x)}，存在一個集合，其元素为原來集合中所有使 {\displaystyle P(x)} 成立的元素。
3. 配對公理：（Axiom of pairing）对任意集合 {\displaystyle x}, {\displaystyle y}，存在集合 {\displaystyle \{x,y\}}，其僅有元素为 {\displaystyle x} 與 {\displaystyle y}。
4. 並集公理：（Axiom of union）每一個集合有一個並集。即对任意集合 {\displaystyle x}，存在集合 {\displaystyle y}，其元素正是 {\displaystyle x} 的元素的元素。
5. 空集公理：存在著一個没有任何元素的集合，我們記這個空集合為{ }。可由分類公理得出。
6. 無窮公理：（Axiom of infinity）存在著一個集合 {\displaystyle x}，空集{ }為其元素之一，且對於任何 {\displaystyle x} 中的元素 {\displaystyle y}，{\displaystyle y\cup \{y\}} 也是 {\displaystyle x} 的元素。
7. 替代公理：（Axiom schema of replacement）
8. 冪集公理：（Axiom of power set）每一個集合有其冪集。即對於任何集合 {\displaystyle x}，存在一個集合 {\displaystyle y}，其元素是 {\displaystyle x} 的所有子集。
9. 正規公理：（Axiom of regularity / Axiom of foundation）每一個非空集合 {\displaystyle x} 總有一元素 {\displaystyle y} 與 {\displaystyle x} 不相交。
10. 選擇公理：（Axiom of choice，Zermelo's version）給出一個集合 {\displaystyle x} ，其元素皆為互不相交的非空集，那總存在著一個集合 {\displaystyle y}（{\displaystyle x} 的一個選擇集合），{\displaystyle x} 的每一個元素都有且仅有一個元素属于 {\displaystyle y}。

## 引用
- Keith Devlin, 1992. The Joy of Sets, 2nd ed. Springer-Verlag.
- Potter, Michael, 2004. Set Theory and Its Philosophy. Oxford Univ. Press. ISBN 0-19-927041-4.
- Suppes, Patrick, 1972. Axiomatic Set Theory. Dover Publications.  ISBN 0-486-61630-4.
- Tourlakis, George, 2003. Lectures in Logic and Set Theory, Vol. 2. Cambridge Univ. Press.